# Dissolution de la Suède-Norvège
Pour un article plus général, voir Suède-Norvège.
La dissolution de la Suède-Norvège (en norvégien : Unionsoppløsningen ; en suédois : Unionsupplösningen) est une série d'événements qui couvre l'année 1905 et aboutit à la séparation des royaumes de Suède et de Norvège, gouvernés en union personnelle par la monarchie suédoise depuis 1814.
Le refus d'Oscar II d'accepter une représentation norvégienne à l'étranger en est l'élément déclencheur alors que les relations entre les deux royaumes étaient froides.
Le Storting, le parlement norvégien proclame la dissolution de l'union le 7 juin. Le 13 août, un référendum recueille 99,95 % de voix en faveur de la dissolution. Après plusieurs semaines de négociations, la Suède reconnaît l'indépendance de la Norvège le 26 octobre. La couronne du nouveau pays est offerte au prince Charles de Danemark, qui l'accepte et prend comme nom de règne Haakon VII.